# ناحية أبو قلقل
ناحية أبو قلقل إحدى نواحي سوريا تتبع إداريّاً لمحافظة حلب منطقة منبج ومركزها بلدة أبو قلقل، بلغ تعداد سكان الناحية 47,109 نسمة حسب التعداد السكاني لعام 2004.

## بلدات وقرى ناحية أبو قلقل
أبو قلقل، فرس كبير، غرة كبيرة، حما كبير، صندلية كبيرة، حالولة، حيمر لابدة، الحيزة، جديدة فرس، جب النشامة، جب الكجلي، جب الطويل، جب حمزة، جب حسن آغا، جب ناهد، جب شيخ عبيد، جعيفية الماشي، خربة بشار، خربة العشرة، خربة الروس، خربة السودة، خربة خالد، خربة زمالة، خفية أبو قلقل، فرس صغير، غرة صغيرة، قرعة صغيرة، قنا تحتاني، مدينة سد تشرين، محشية الشيخ عبيد، محشية الطواحين، مقبلة حسن آغا، نعيمة، قنا شمالي، قناقبلي، قشلة يوسف باشا، قوخار، سكاوية، شجيف ذهبية، تل عريش جنوبي، أم جرن، والية، خربة تويني.